# MV Ondina
MV „Ondina” – zbiornikowiec należący do firmy Royal Dutch Shell wodowany w 1939.  W czasie II wojny światowej wraz z indyjską korwetą HMIS „Bengal” brał udział w zwycięskiej potyczce z japońskimi rajderami.  Statek został wycofany ze służby i złomowany w Hongkongu w 1959.

## Historia

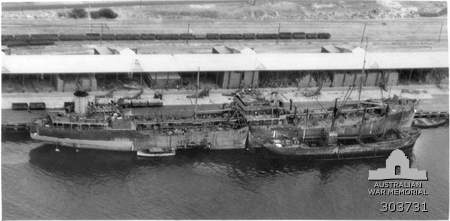
Uszkodzony „Ondina” w 1943, 1 września tego roku paliwo z „Ondina” pobrał MV „Krait” biorący udział w operacji Jaywick.

Statek został w stoczni Nederlandsche Dok Maatschappij Amsterdam w 1939.  W czasie II, 11 października 1942 „Ondina” brał udział w zwycięskiej potyczce z japońskimi rajderami.  Po powrocie do Fremantle ze zwycięskiej potyczki uszkodzony „Ondina” został prowizorycznie naprawiony a następnie wysłany do Exmouth Gulf w Australii Zachodniej, gdzie stacjonował od 22 czerwca 1943 zaopatrując w paliwo amerykańskie okręty podwodne.  1 września 1943 z pokładu „Ondina” pobrał także paliwo MV „Krait” biorący wówczas udział w rajdzie na Singapur.
Pod koniec 1943 statek został wysłany do Stanów Zjednoczonych na naprawy płynąc do Tampa przez Melbourne, Balboa, Kanał Panamski i Galveston.
Statek został złomowany w 1959.